# ガザ虐殺
ガザ虐殺（ガザぎゃくさつ、英語: Gaza genocide）は、イスラエルが2023年10月7日以降のパレスチナ・イスラエル戦争下で行っているとみられる、ガザ地区のパレスチナ人に対するジェノサイド（大量虐殺）。国連機関や非政府組織、ジェノサイド研究者、国際法学者などからイスラエルの行為について、ジェノサイドであると指摘ないし非難されている。
9か月の攻撃の後、2024年7月までに、イスラエルの軍事行動により、約4万人のパレスチナ人が死亡したことが確認されている。これはガザの59人に1人、平均して1日148人の死者を出したことになる。犠牲者のほとんどは民間人で、そのうち少なくとも50％は女性と子供であり、103人のジャーナリストも含まれている。
破壊された建物の瓦礫の下には、さらに数千人の死体が横たわっていると推定される。2024年6月までに、ガザでは500人以上の医療従事者が殺害された。2024年5月現在、ガザの36の病院のうち機能しているのは12のみで、同地域の医療センターの84％が破壊または被害を受けている。イスラエルによる一方的なガザ封鎖は、ガザ地区住民の飢餓と飢饉の脅威を引き起こしており、イスラエル軍は人道支援物資がパレスチナ住民に届くのを阻止し、人道支援車列までもを阻止または攻撃した。紛争初期には、イスラエルはガザ地区への水と電力の供給も遮断した。イスラエルはまた、数千冊の本を収蔵する13の図書館、ガザの12の大学すべてと学校の80％、数十のモスク、3つの教会、2つの博物館など、文化的に重要な建物を多数破壊している。
国連特別報告者のフランチェスカ・アルバネーゼを含むさまざまな観察者は、イスラエル高官による、ガザの住民を（全体的または部分的に）「破壊する意図」を示している可能性がある発言を引用している。これは、ジェノサイドの法的基準を満たすための必要条件である。主に米国を拠点とする中東学者の大多数は、イスラエルのガザでの行動はパレスチナ人が居住できない場所にすることを意図していると考えており、その75％は、イスラエルのガザでの行動は「大量虐殺に匹敵する重大な戦争犯罪」または「大量虐殺」のいずれかを構成すると述べている。
南アフリカ政府は、ジェノサイド条約違反を主張し、国際司法裁判所（ICJ）でイスラエルを相手取って訴訟を起こした（ガザ地区におけるジェノサイド条約適用事件も参照）。最初の判決で、ICJ は、南アフリカはイスラエルを相手取って訴訟を起こす権利があり、パレスチナ人は「ジェノサイドから保護される正当な権利」を有しており、回復不能な損害の現実的なリスクに直面していると認めた。裁判所は、ジェノサイド条約に基づく義務を遵守し、ジェノサイド行為の実行を防止し、ジェノサイドの扇動を防止および処罰し、ガザへの基本的な人道支援を許可するため、イスラエルが可能な限りあらゆる手段を講じるよう命じた。裁判所はまた、後にイスラエルに対し、ガザへの人道支援を増強し、ラファフ攻撃中のジェノサイドを防止するよう命じた。イスラエル政府は裁判所の命令を拒否し、裁判所が反ユダヤ的であると反発した。

## イスラエルの行為
- イスラエルによる空爆で死亡した新生児
- デイル・アル＝バラフにおいてイスラエルによる空爆で負傷したパレスチナ人
- 2023年10月のイスラエルによる空爆で生き残った数名へのビデオインタビュー
- イスラエルによるヌセイラット難民キャンプ空爆で負傷し、アル＝アクサ殉教者病院（英語版）で治療を受ける子ども

### 直接の殺害

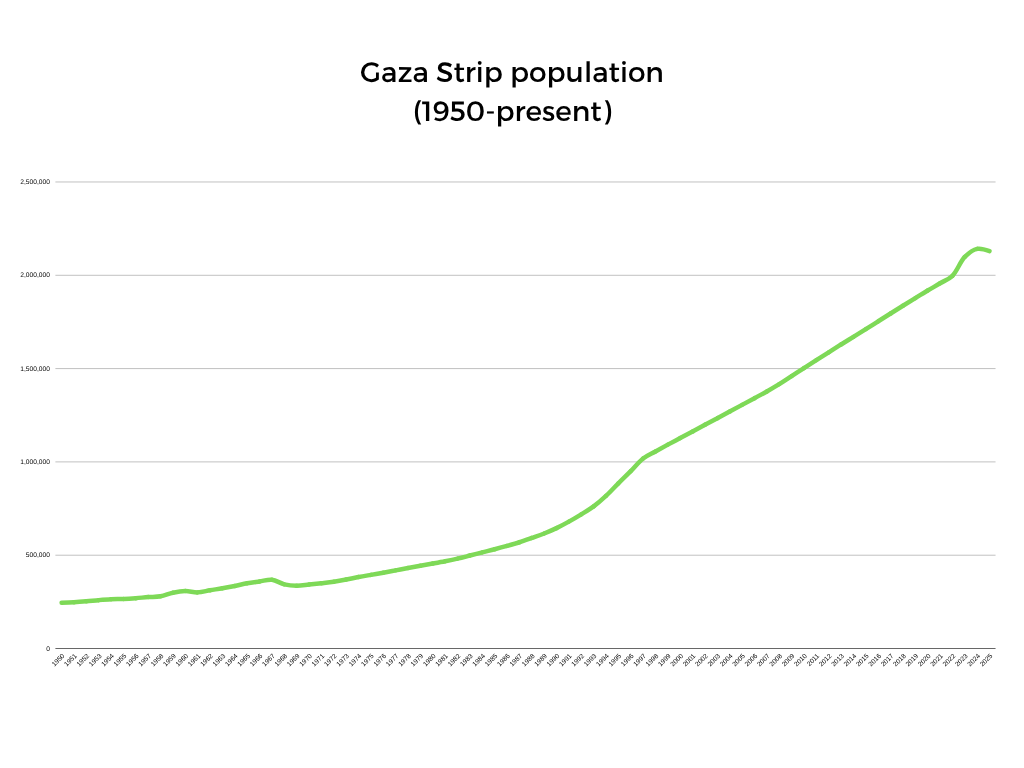
2023年10月の戦争が始まって以降、ガザの人口は約160,000人（6%）減少した。

2023年10月7日以降最初の2か月のうちに、イスラエルは25,000トンの爆発物をガザ地区に投下した。それらの多くは無誘導の爆弾であって、人口密集地帯に落とされ、近隣全体を壊滅させた。また、10月7日以降、IDFが非武装のパレスチナ人拘留者や医療従事者を超法規的に殺害しているとされる。イスラエル兵はパレスチナ民間人を即決処刑しており、家族の前で殺害することもよくある。白旗を振るパレスチナ人でさえもイスラエル兵によって殺害されている。2024年4月、手を縛られた遺体などの集団墓地がガザで見つかった。女性や高齢者の遺体もあった。
国連や多くの報道機関によって、ガザで殺害されたパレスチナ人のうち約70パーセントが女性と子どもであり、2023年12月までに少なくともパレスチナ人20,000人がガザで殺害されたと推定されている。2024年1月14日までに、23,900人超の殺害が確認された。5月10日までに死者は35,000人に上り、そのうち3分の1の身元が特定できていない。また10,000人以上が瓦礫の下に埋まっているとみられた。最初の3週間の間にイスラエルの攻撃で殺害されたガザの子どもの数は、2019年以降のどの年の世界中全ての紛争地帯で殺害された子どもの数よりも多い。2023年12月までに52,000人を超える人々が負傷し、翌年5月までに77,700人以上に増加した。
+972マガジンとローカル・コールは、IDFが戦争の早い段階で、下級兵士1人につき最大15人から20人の民間人を、上級兵士には100人を超える民間人を殺害することを許可することを決めたと報じた。情報将校の1人は、イスラエルは軍事的文脈でパレスチナ工作員を殺害することには関心をもっておらず、むしろ彼らの家を爆撃することを好んでいたと述べた。標的にしやすい「家族の家を爆撃することのほうがはるかに簡単だ」という。別の情報将校によれば、下級の戦闘員を標的にする際には、イスラエルは建物全体を破壊することのできる無誘導爆弾（dumb bomb）のみを使い、その理由は「重要でない人たちに高価な爆弾を浪費」しないためだという。
2024年3月、ハアレツ紙は、「殺害地帯（kill zones）」を設定し、その地帯のなかであればたとえ非武装であれど視界に入る誰でも殺害するように兵士に命じるイスラエル軍司令官もいたと報じた。同年6月、AP通信は、ガザでのイスラエルの軍事行動が「かつてない規模」でパレスチナ人の血統そのものを根絶やしにしつつあると報じた。イスラエル国会クネセトに提出された証言によれば、装甲ブルドーザーを運転するイスラエル兵は「死んでいようと生きていようと、数百人のテロリストを轢く」よう命じられた。
2025年2月のランセットに掲載された研究では、ガザにおける平均寿命が間接的な死を除いて、2023年10月から2024年9月の間で34.9歳低下しているとされた。また、国勢調査と登録データを用いて、ガザ保健省による死者数統計の信頼性を評価したが、重大な誤りはなかった。
2025年3月、当時のイスラエル財務相ベザレル・スモトリッチは、同国がハマースの民間労働者を標的にしていたと主張し、「私たちは大臣や官僚、資金管理者といったハマースの文民統治を支える全ての人物を排除している」と述べた。

### 強制退去
- 停戦後、アッ＝ラシード通り経由で帰還を目指す避難民（2025年1月）
- パレスチナ人避難民が仮設テントで暮らしているアル＝マワシの空撮。

2024年10月6日、イスラエルはガザ北部を戦闘地帯に指定し、民間人に退避を命じた。軍事アナリストやアル・メザン人権センターはこれが、イスラエル軍の退役少将ギオラ・アイランドによって提案された「将軍の計画」の第一段階だと訴えた。この計画はガザからパレスチナ人を追放することを目指すものである。
ヒューマンライツウォッチは、ガザのパレスチナ人に対するイスラエルの組織的な強制退去は、戦争犯罪と人道に対する罪に相当すると報告している。2023年10月以降、イスラエルによる退避命令によって、ガザの全人口に近い190万人が立ち退くことを余儀なくされている。退避命令は不明瞭で一貫性のない指示であり、しばしば爆撃の真っ最中に発せられるほか、民間人は安全な経路あるいは行き先がない状態に置かれる。人道地域も繰り返し攻撃されており、イスラエルは援助も塞いでいるため、飢餓と破壊されたインフラ、そして居住不可能な状況が生み出されている。イスラエルの高官は、ガザ地区の領域を減らし、パレスチナ人を追い出す意図を公言しており、パレスチナ人に対する民族浄化と恒久的な追放の政策が強化されている。
国連人権高等弁務官事務所はイスラエルが「死と強制退去を通して、ガザ最北部の県のパレスチナ人の破壊」を引き起こしている可能性があると述べた。また、南アフリカなどはこの退去がジェノサイドの主要な構成要素の一つであるとして非難している。

### 文化的・宗教的・教育的施設の破壊
- 2025年2月20日、イスラエルの空爆で破壊されたガザ地区内のモスク
- 瓦礫となったラシャド・シャワ文化センター（英語版）
- 2023年10月8日に撮影されたカーンユーニスのモスクの様子

2025年1月時点で、2023年10月7日以降イスラエルはモスク815件、墓地19件を破壊している。アムネスティ・インターナショナルは、「歴史的、文化的、宗教的な資産もしくは遺産を破壊することは、ジェノサイド条約下で禁止行為だとはみなされていないが、ICJは、そのような破壊が意図的に行われた場合、集団を物理的に破壊する意図を証明することになり得るということを確立させている」と指摘する。
2024年4月18日、ジュネーヴの国連エキスパートは、イスラエルがガザで行った"Scholasticide"を非難し、80パーセント以上の学校が破壊され、5000人の生徒、261人の教師、数十人の教授が殺害されたと結論付けた。
アムネスティは、ガザの文化的・宗教的遺産への攻撃について、「軍事的必要性のない」ものであった事例を少なくとも4件確認した。ガザ・アル＝アズハル大学アル・ムグラカキャンパス、アル・イスラ大学アル・ザフラキャンパス、ハーンユーニスのAl-Dhilalモスク及びBani Suheila墓地、Al-Istiqlalモスクの破壊である。アムネスティは、ソーシャルメディアに投稿された動画に映る、上記施設の破壊に関わったイスラエル兵士の態度や振る舞いを挙げ、これらの行動がジェノサイドの意図を立証する証拠であると指摘した。また、中央公文書館含むガザの文化的、歴史的、宗教的遺産の破壊総量にも言及している。
また、2025年6月、国連エキスパートがレポートを公表し、その中で、イスラエルが「学校や宗教施設に避難していた民間人を殺害している」として、人道に対する罪・絶滅を犯していると報告した。このレポートによれば、また、イスラエルはガザにおける教育的な建物の90パーセント以上を破壊している。